# Tanjung Karang (Kampar Kiri Hulu)
Tanjung Karang is een bestuurslaag in het regentschap Kampar van de provincie Riau, Indonesië. Tanjung Karang telt 517 inwoners (volkstelling 2010).